# Église Saint-Vincent-de-Xaintes de Dax
Pour les articles homonymes, voir Église Saint-Vincent-de-Xaintes.
L’église Saint-Vincent-de-Xaintes est un lieu de culte catholique situé à Dax, dans les Landes.
Édifice néo-classique construit en 1893, elle porte le nom du premier évêque de la ville, Vincent de Xaintes, ayant vécu entre le IIIe et le IVe siècle. Propriété de la commune, elle est rattachée à la paroisse Saint-Paul-Saint-Vincent-de-Dax et au diocèse d'Aire et Dax. Elle est inscrite à l’inventaire général du patrimoine culturel.

## Présentation
Vincent de Xaintes, premier évêque de Dax, aurait été martyrisé à cet endroit. Construite sur l'emplacement d'une basilique du XIe siècle, érigée elle-même sur un temple gallo-romain, l'église actuelle, de style néo-roman, date de 1893. Elle conserve de cette basilique le chrisme qui se trouve dans le tympan sous un arc en plein cintre, au-dessus du portail d’entrée, comme il pouvait être dans l'église romane du XIe siècle. La vie du saint est retracée sur les beaux vitraux centraux du sanctuaire. À l'entrée du chœur, devant l'autel, on a placé et restauré une mosaïque du IIe siècle, vestige probable d'une villa romaine du Bas-Empire. Saint-Vincent fut une commune jusqu'en 1861. Derrière l'église, rue Gambetta, se situe le couvent des Dominicaines qui fut couvent des Clarisses au XVIe siècle.

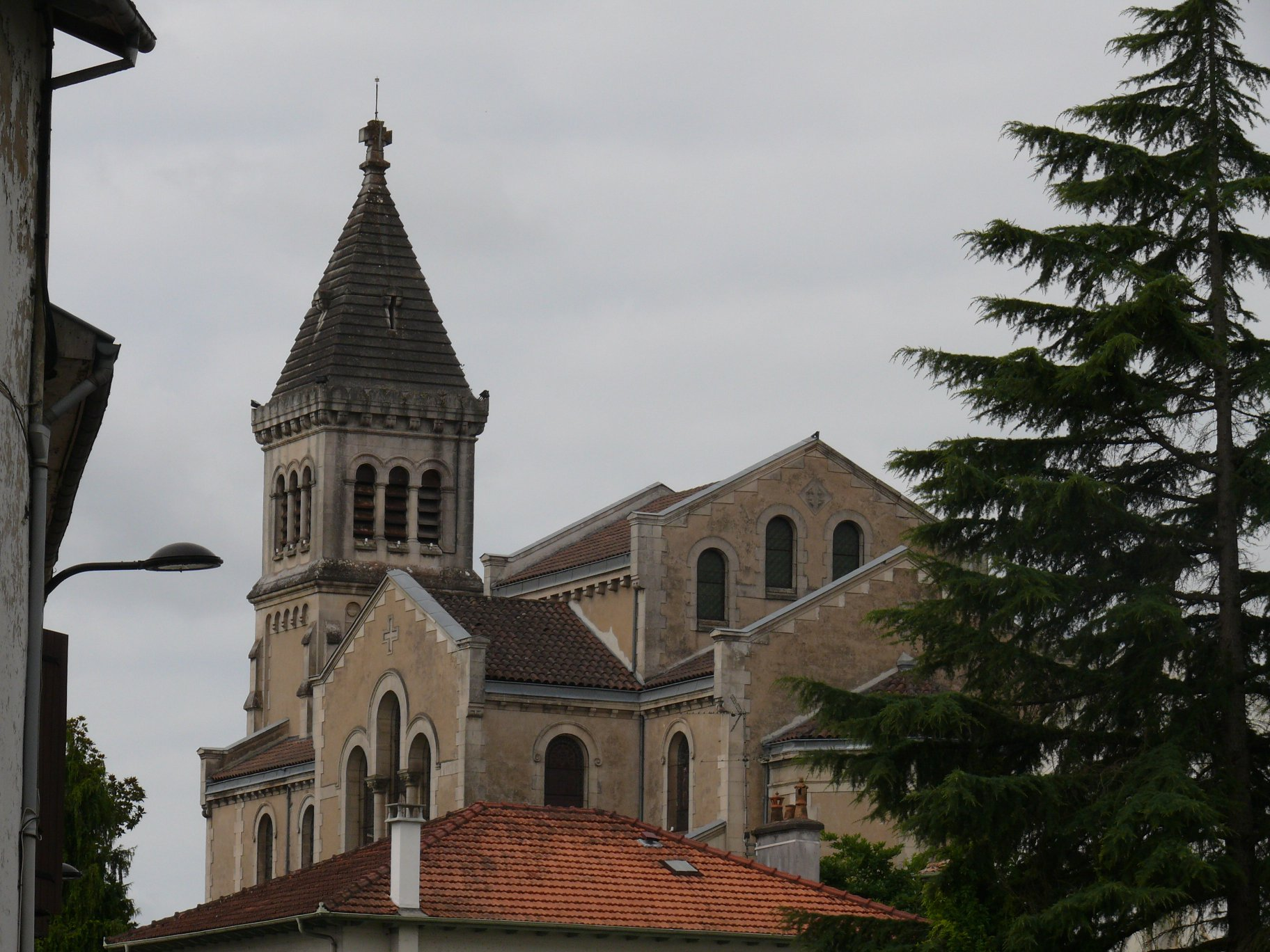
L'abside
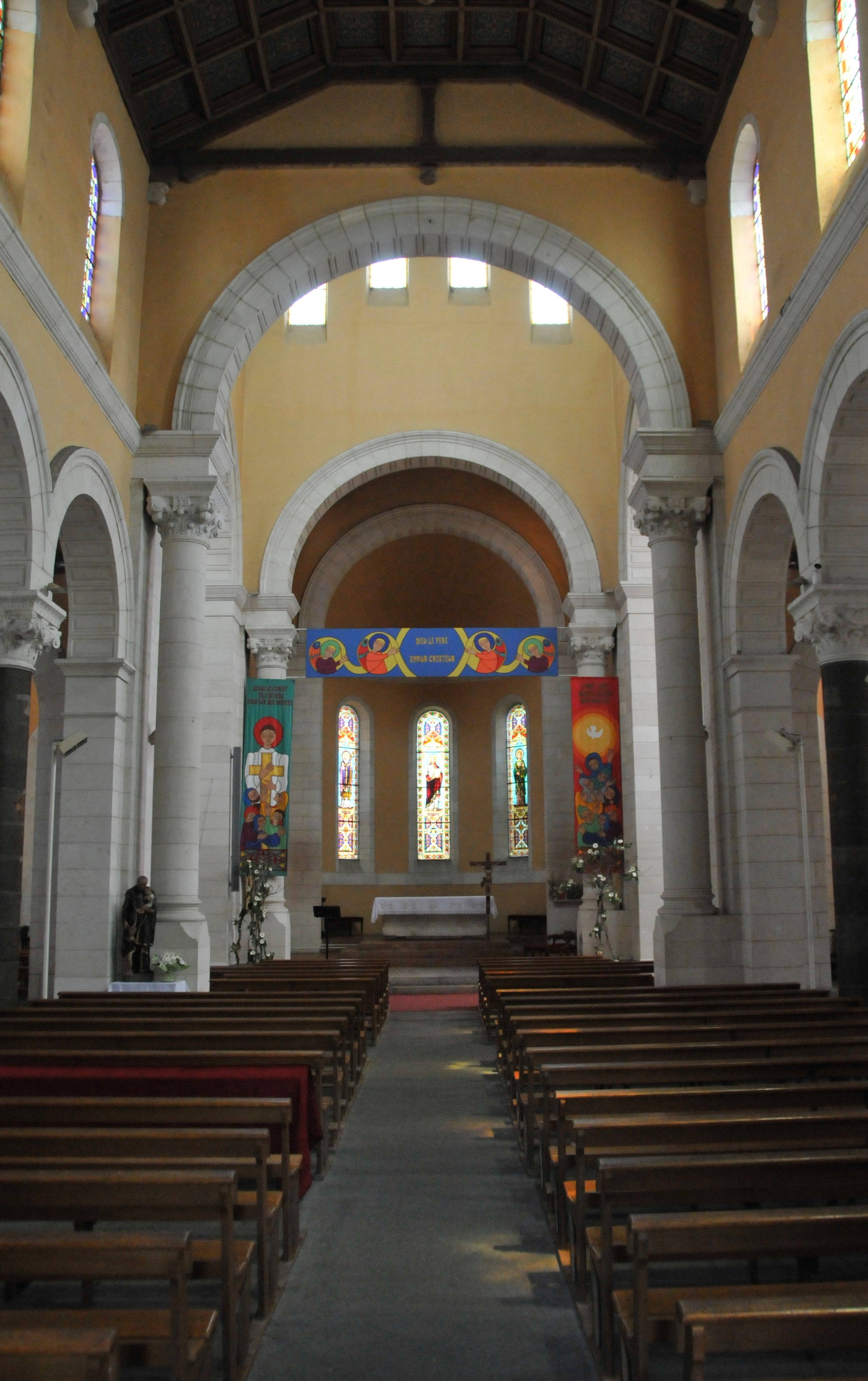
La nef
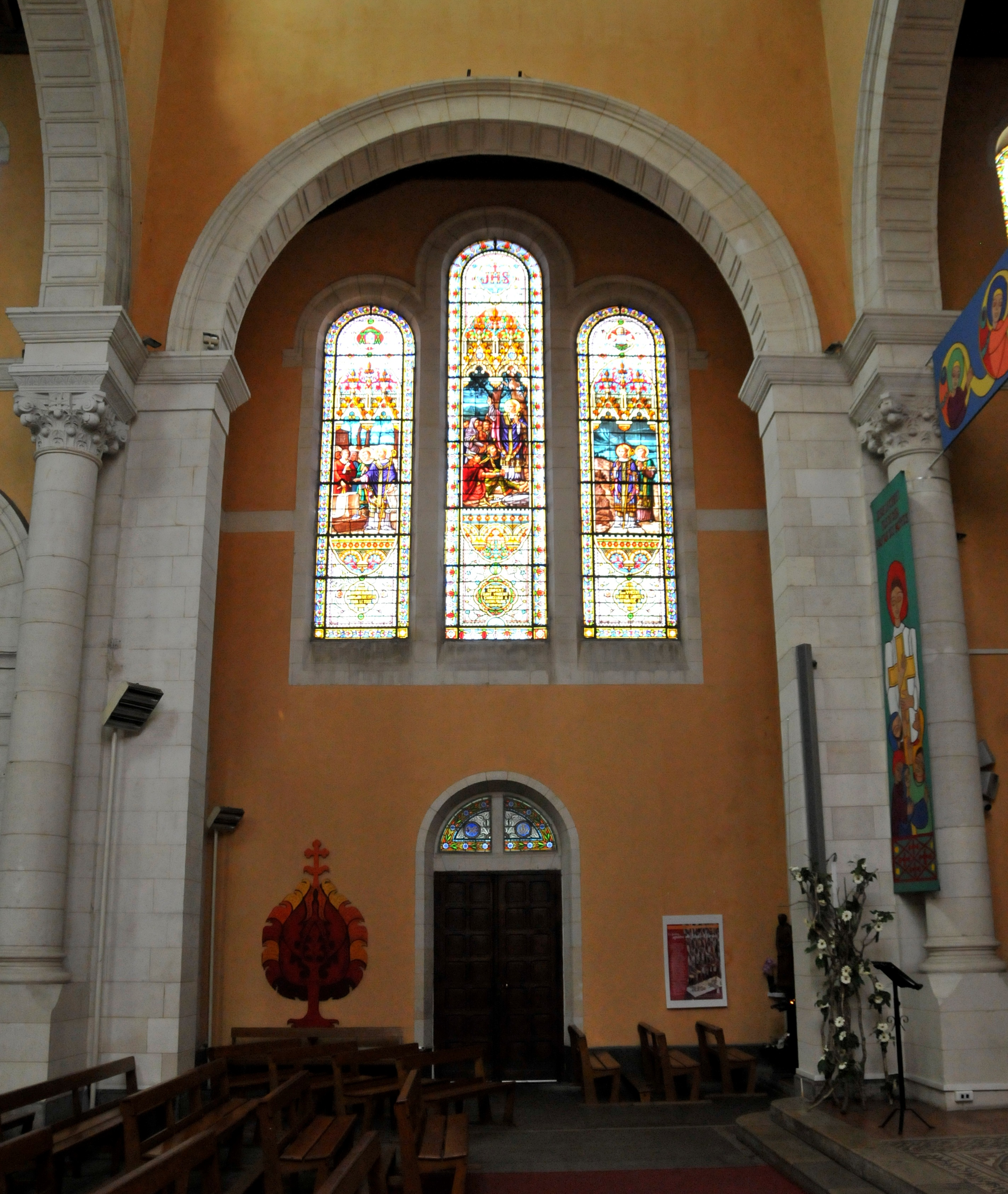
Le transept
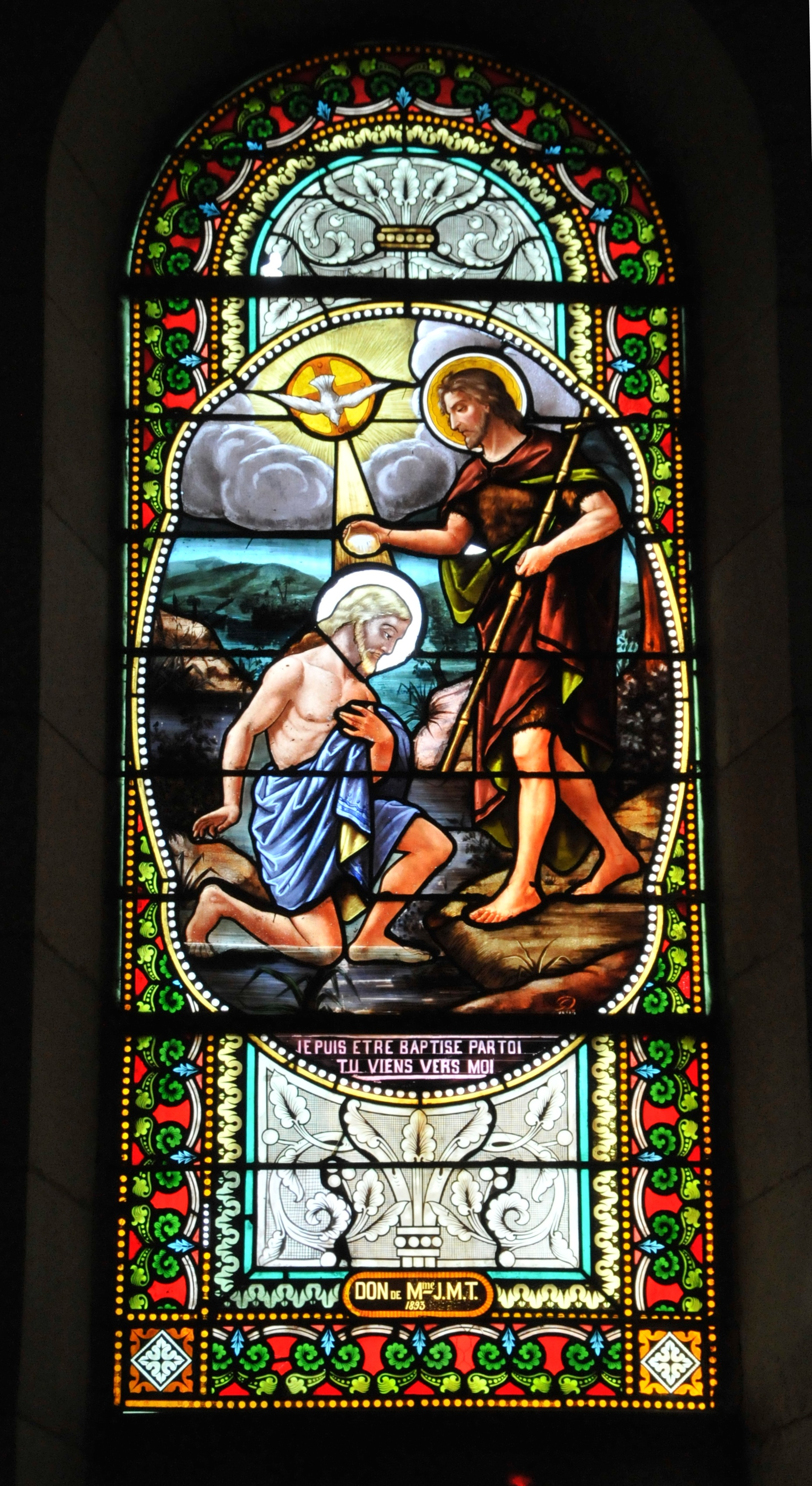
Vitrail représentant le baptême du Christ
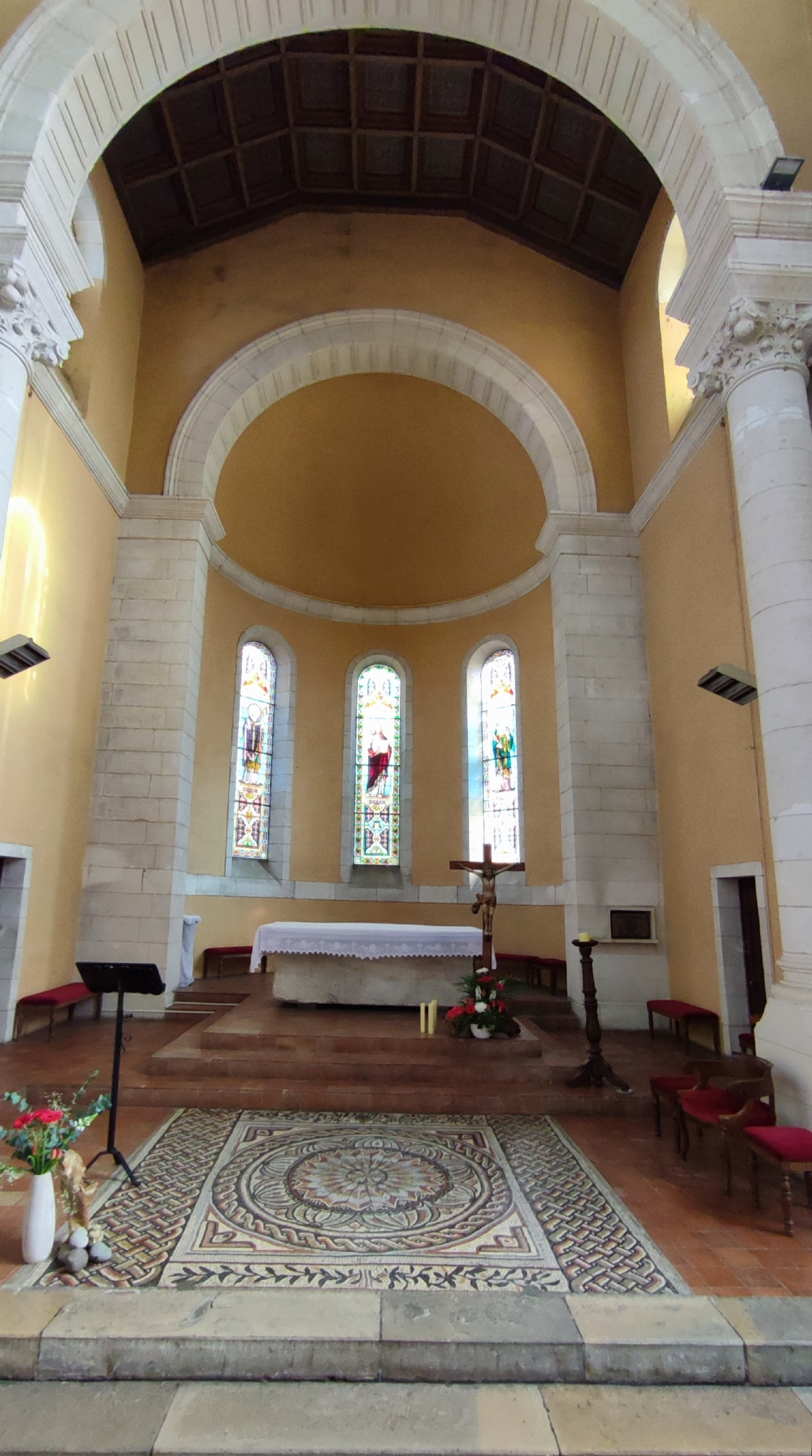
La mosaïque à l'entrée du chœur
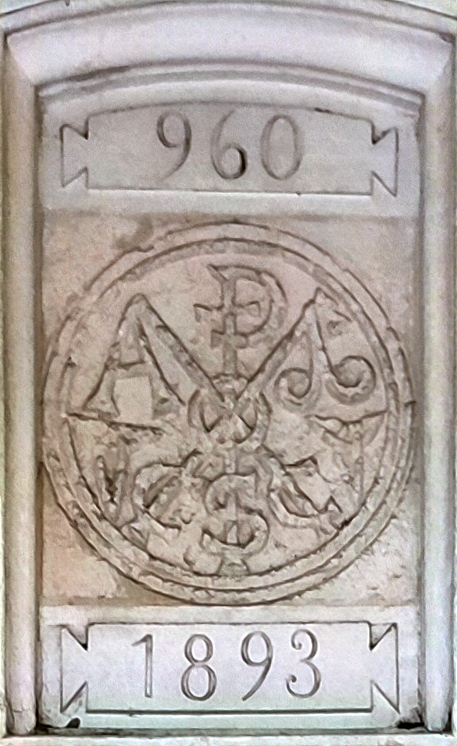
Le chrisme
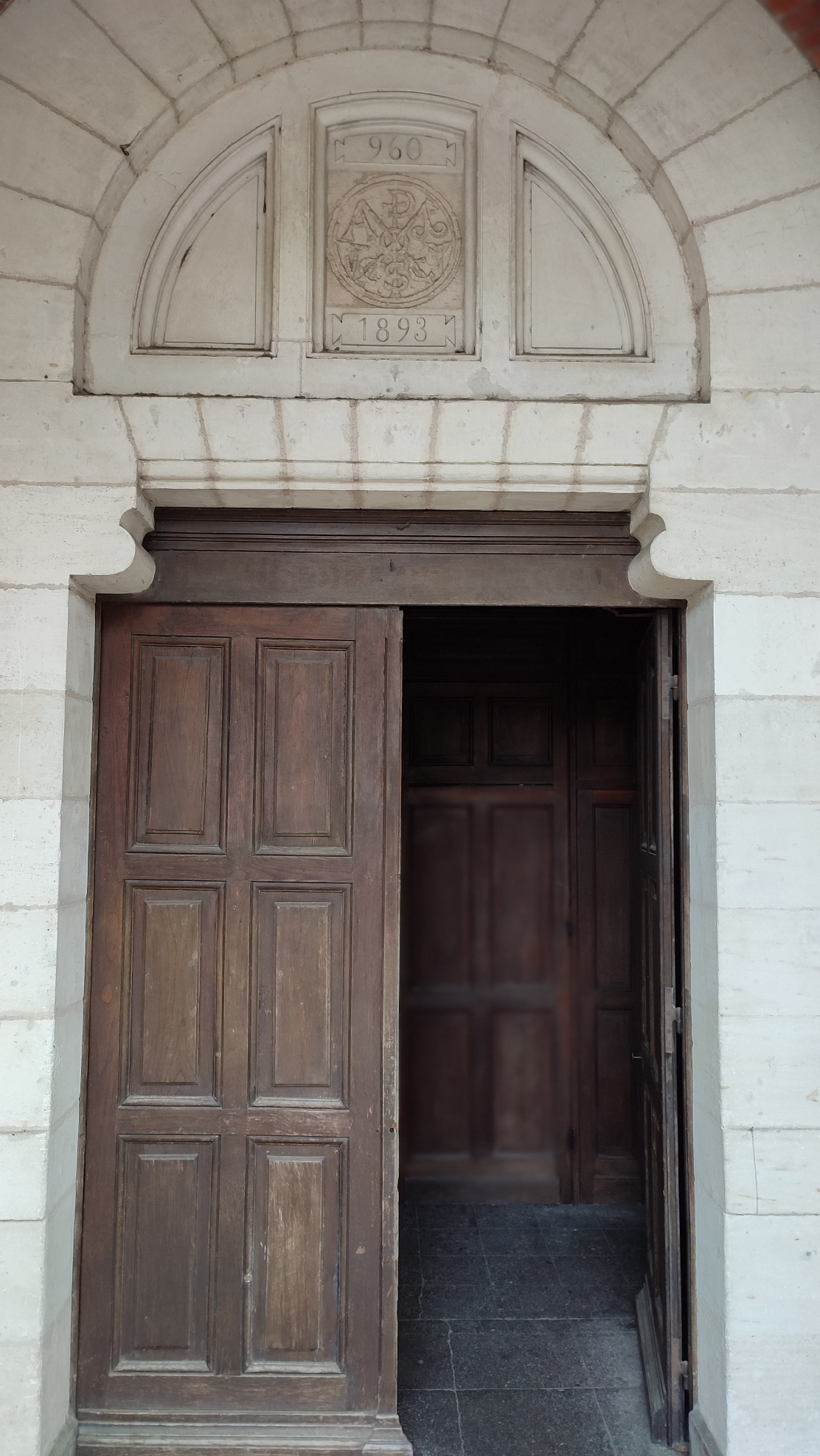
Le portail